# Frank Schryver
Francis Exadle „Frank“ Schryver  (* 31. Oktober 1891 in Perth, Western Australia; † 3. Februar 1965 ebenda) war ein australischer Schwimmer.
Bei den Olympischen Spielen 1912 in Stockholm war er Mitglied der gemeinsamen australasischen Olympiamannschaft von Australien und Neuseeland. Er ging über die zwei Bruststrecken an den Start, verfehlte aber jeweils in den Vorläufen die Qualifikation für die nächste Runde.
Schryver diente im Ersten Weltkrieg bei der Australian Imperial Force. Er war die meiste Zeit des Krieges Stretcher-Bearer (deutsch: Blessiertenträger oder Krankenträger, heute Sanitätssoldat) beim 2nd Australian Stationary Hospital und wurde für seine Tapferkeit an der Westfront mit der Distinguished Conduct Medal (DCM) und der Military Medal (MM) ausgezeichnet.